# Tênis nos Jogos Olímpicos de Verão de 2000
O tênis nos Jogos Olímpicos de Verão de 2000 foi realizado em Sydney, na Austrália, com quatro eventos disputados em quadra Rebound Ace.

## Medalhistas
Masculino
| Evento           | Ouro                                      | Prata                                        | Bronze                                 |
| ---------------- | ----------------------------------------- | -------------------------------------------- | -------------------------------------- |
| Simples detalhes | Yevgeny Kafelnikov RUS Rússia             | Tommy Haas GER Alemanha                      | Arnaud Di Pasquale FRA França          |
| Duplas detalhes  | Sébastien Lareau Daniel Nestor CAN Canadá | Todd Woodbridge Mark Woodforde AUS Austrália | Àlex Corretja Albert Costa ESP Espanha |

Feminino
| Evento           | Ouro                                              | Prata                                            | Bronze                                      |
| ---------------- | ------------------------------------------------- | ------------------------------------------------ | ------------------------------------------- |
| Simples detalhes | Venus Williams USA Estados Unidos                 | Elena Dementieva RUS Rússia                      | Monica Seles USA Estados Unidos             |
| Duplas detalhes  | Venus Williams Serena Williams USA Estados Unidos | Kristie Boogert Miriam Oremans NED Países Baixos | Els Callens Dominique van Roost BEL Bélgica |

## Quadro de medalhas
| Ordem | País               | Medalha de ouro | Medalha de prata | Medalha de bronze | Total |
| ----- | ------------------ | --------------- | ---------------- | ----------------- | ----- |
| 1     | USA Estados Unidos | 2               | 0                | 1                 | 3     |
| 2     | RUS Rússia         | 1               | 1                | 0                 | 2     |
| 3     | CAN Canadá         | 1               | 0                | 0                 | 1     |
| 4     | GER Alemanha       | 0               | 1                | 0                 | 1     |
| 4     | AUS Austrália      | 0               | 1                | 0                 | 1     |
| 4     | NED Países Baixos  | 0               | 1                | 0                 | 1     |
| 7     | BEL Bélgica        | 0               | 0                | 1                 | 1     |
| 7     | ESP Espanha        | 0               | 0                | 1                 | 1     |
| 7     | FRA França         | 0               | 0                | 1                 | 1     |
| TOTAL | TOTAL              | 4               | 4                | 4                 | 12    |